# Peter Kemp
Peter Kemp (1878 – ?) va ser un nedador i waterpolista britànic que va competir a principis del segle xx.
El 1900 va prendre part en els Jocs Olímpics de París, on va guanyar la medalla d'or en la competició de waterpolo, tot formant part de l'Osborne Swimming Club. A banda, també disputà dues proves del programa de natació, els 200 metres obstacles, en què guanyà la medalla de bronze; i els 200 metres lliures, en què quedà eliminat en fases eliminatòries.